# Castelo de Skokloster
Skokloster (em sueco: Skoklosters slott) é um palácio da Suécia, situado a 15 km a sul da cidade de Uppsala, junto ao lago Mälaren, localizado entre Estocolmo e Uppsala.
Foi construído entre 1654 e 1677 em estilo barroco por Carl Gustaf Wrangel, a partir de um projeto de Nicodemus Tessin, o Velho. Com a morte de Wrangel em 1676 o palácio passou para a família Brahe. Em 1930 tornou-se propriedade da família Von Essen, que o vendeu ao governo sueco em 1967 com todo o seu conteúdo. Desde então foi transformado em um museu.
O palácio é um dos grandes monumentos da fase de expansão da Suécia no século XVII. Algumas de suas salas estão inacabadas, como a sala de banquetes, que foi preservada ainda com as ferramentas dos construtores onde as deixaram por ocasião da morte do primeiro dono. Por isso, nenhum outro palácio europeu pode comparar-se a este em questão de autenticidade histórica. Outros aposentos foram decorados com suntuosa mobília e obras de arte barrocas. A armaria e a biblioteca são especialmente ricas.

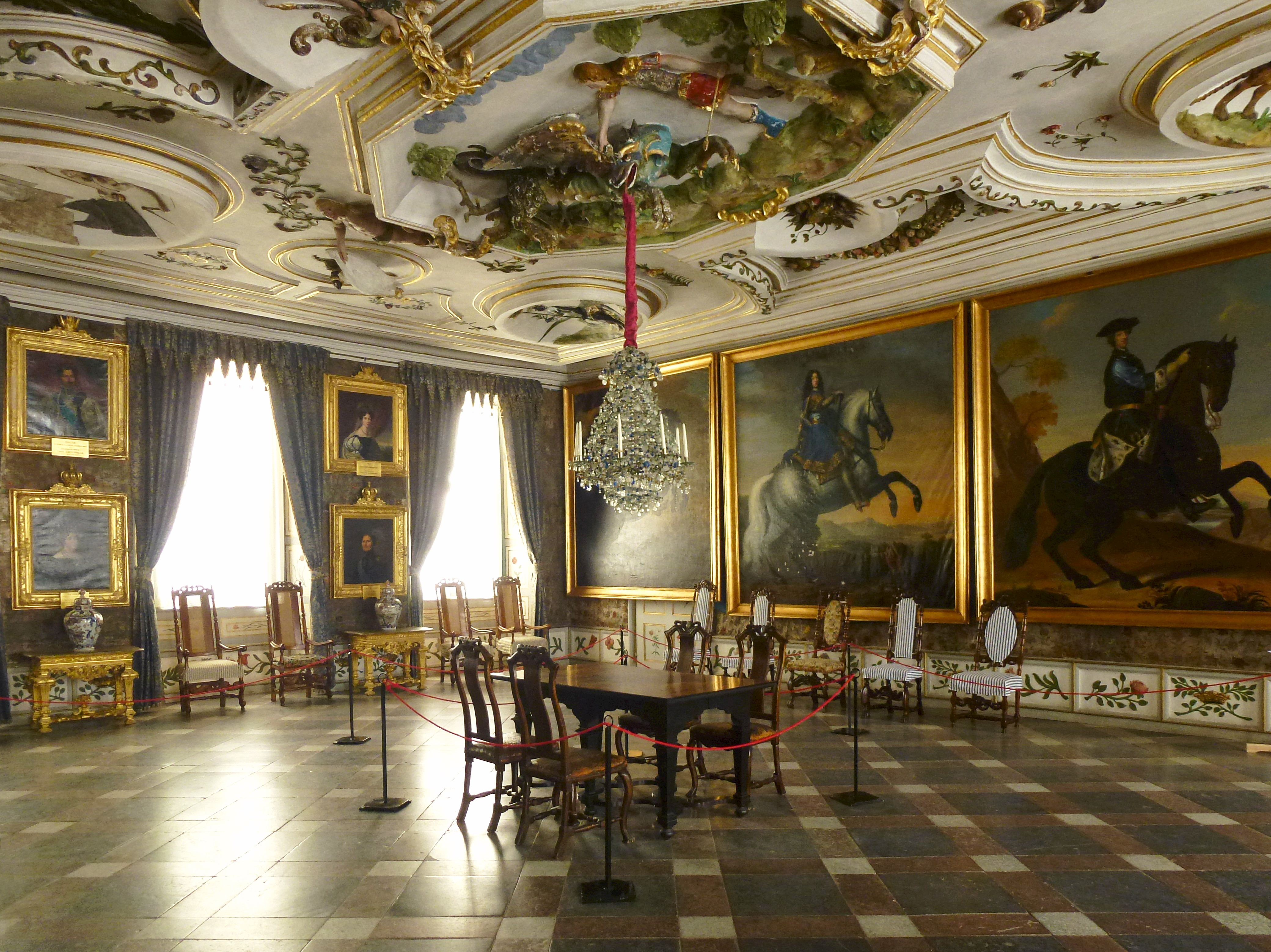
Sala real
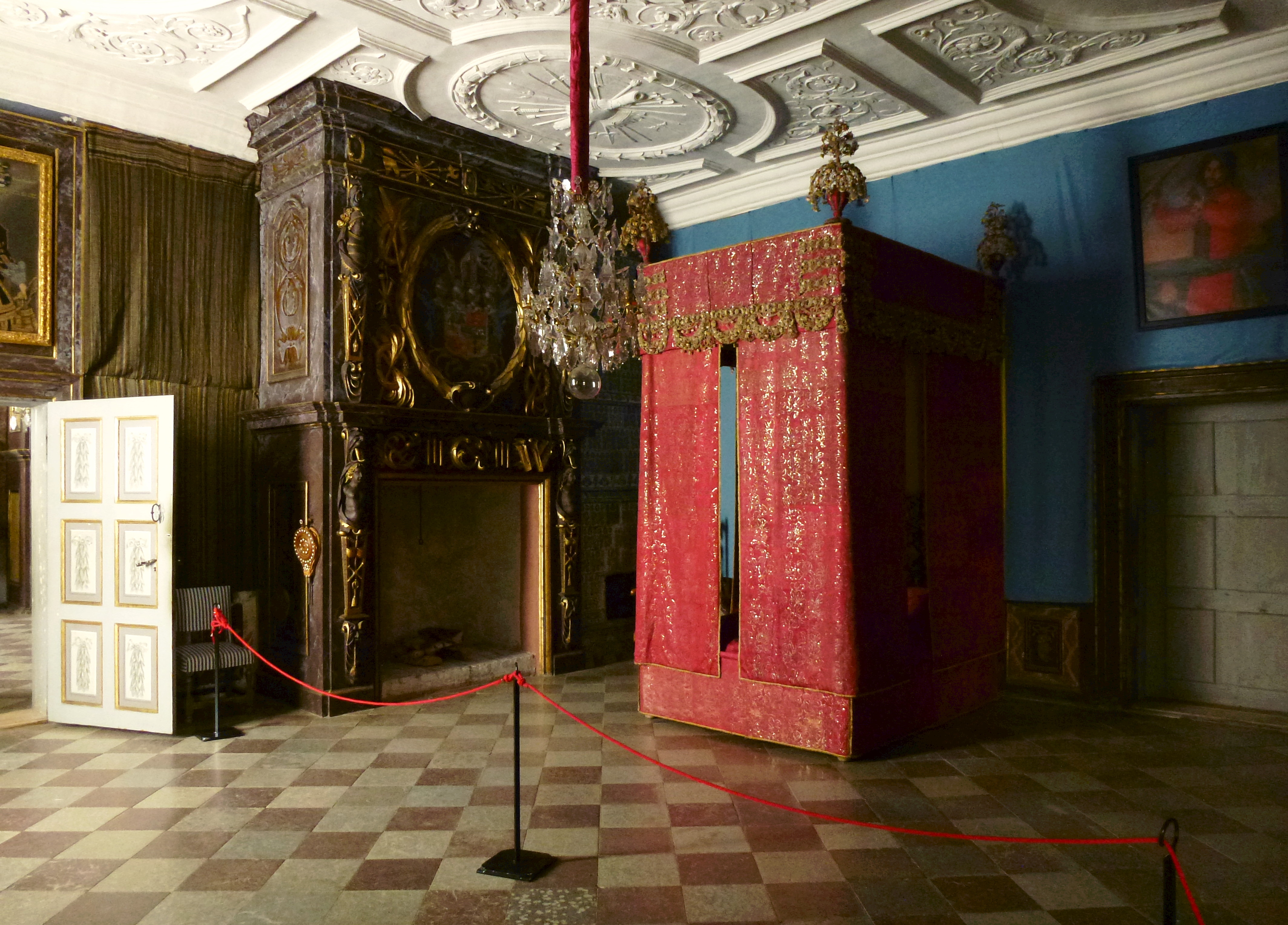
Quarto do conde Wrangel
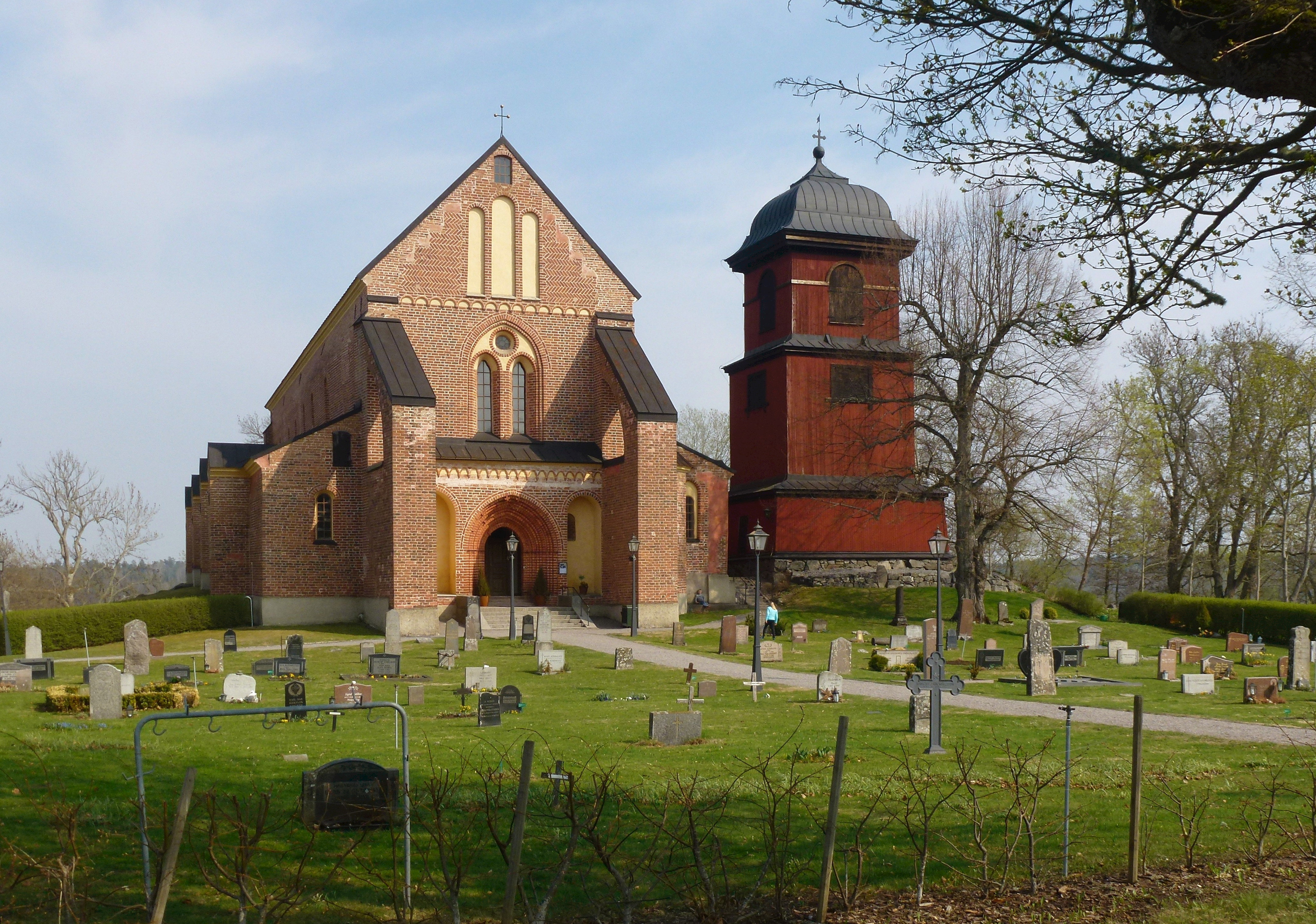
Igreja do palácio
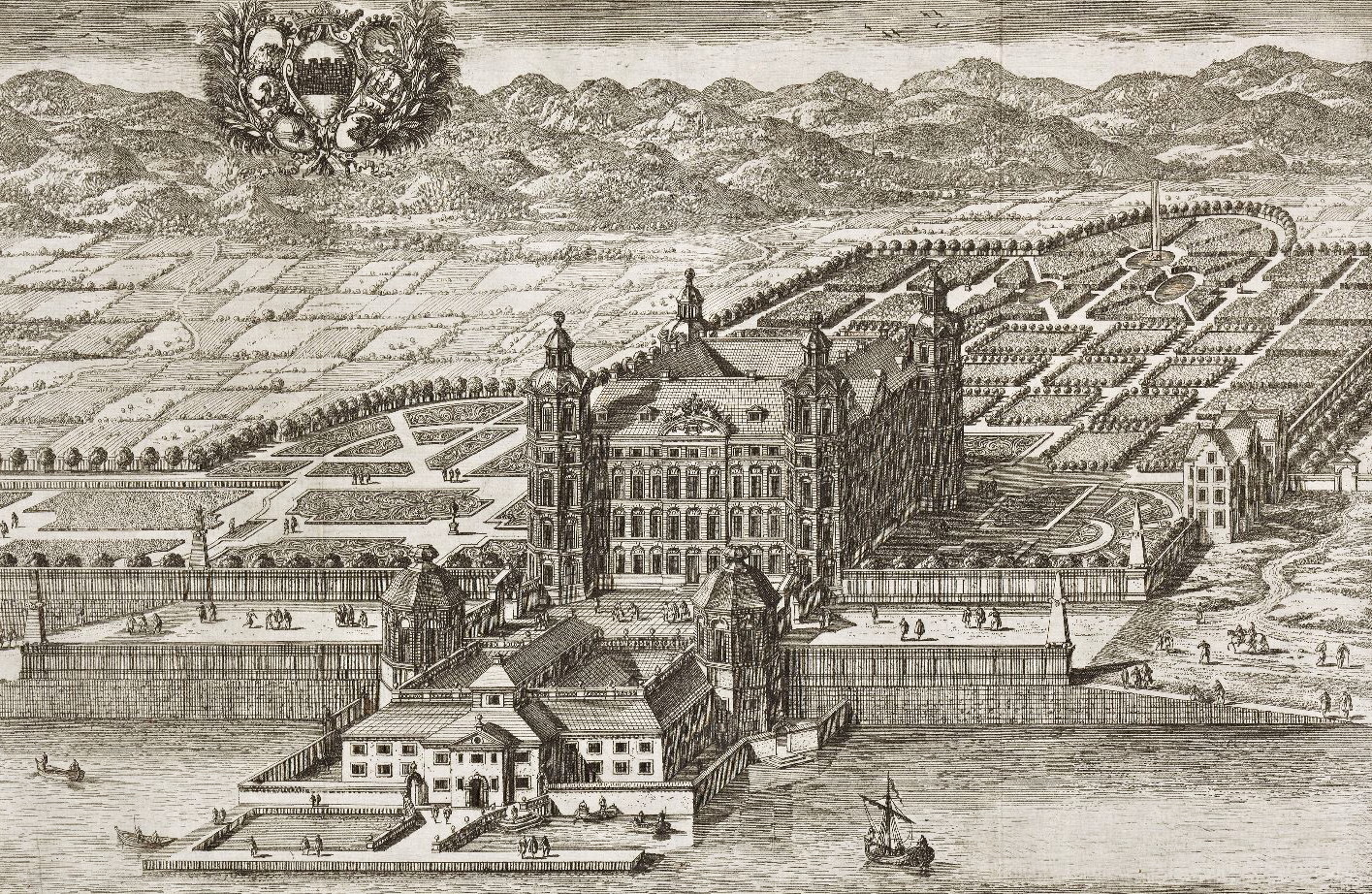
Imagem fantasiosa do palácio em Suecia antiqua et hodierna